# アンカー!
『アンカー！』 (anchor) は、2002年4月6日から2006年3月25日まで北海道放送（HBCテレビ）で放送されていた情報番組である。
「お父さんのための新番組」をコンセプトに掲げた土曜夕方の番組で、道内・国内・国外それぞれで報じられた1週間のニュースやスポーツなどのまとめ情報、家族を連れての行楽に役立つ観光情報、そしてお父さん必携のグッズやおすすめの映画作品など、働き盛りの男性層が気になる情報を中心に紹介していた。放送時間は毎週土曜 17:00 - 17:55（日本標準時）。
番組タイトルは、視聴者の1週間を締めくくる番組であることをリレーのアンカー（最終走者）に喩えたものである。また本番組の出演メンバーは、当初はキャスターではなくアンカーと呼ばれていた。

## 出演者
- メインアンカー：田村英一
- サブアンカー：高橋直子
- スポーツアンカー：野々村芳和、山田泰子
- コーナーアンカー：岸本尚実
- リポーター：山田泰子、デビル佐々木、堀啓知 - 堀は2003年度から出演。